# 일리노이 서비스

일리노이 서비스(영어: Illinois Service) 또는 암트랙 일리노이(영어: Amtrak Illinois)는 링컨 서비스, 일리노이 제퍼, 살루키, 일리니, 칼 샌드버그의 5개 노선을 통합한 명칭으로 시카고과 일리노이주, 미주리주 도시를 잇는 철도이다.
- 링컨 서비스
- 일리노이 제퍼
- 살루키
- 일리니
- 칼 샌드버그